# 亚里·利特马宁
亚里·奥拉维·利特马宁（芬蘭語：Jari Olavi Litmanen，1971年2月20日拉赫蒂），芬兰足球运动员，司职中场/前锋，在2011年效力于芬兰足球超级联赛球會HJK赫尔辛基結束後宣布退役。

## 生平

### 球會
利特马宁出身於芬蘭國內小型球會，曾到過歐洲其他聯賽打滾，其中大部份時間都是效力荷蘭班霸阿積士。他於1992－1999年間效力，該段期間他贏得一個歐洲聯賽冠軍杯冠軍，時為1995年，95-96年歐冠盃最佳射手9球。自此他開始為人熟悉。其後他經歷多次轉會，最後於2002年重返阿積士。2004年他重返芬蘭加盟小型球會拉赫蒂；一季後轉投德國球會罗斯托克，再於2005年轉投瑞典球會馬模。2008年年初獲前芬兰国家队領隊罗伊·霍奇森邀請到試腳，於1月31日正式簽約加盟。2008年8月8日，宣布重返拉赫蒂。

### 國家隊
利特马宁乃芬蘭史上最傑出的足球員，概因芬蘭長期以來都未曾出現過任何著名球星。他於2003年被芬蘭足總選為芬蘭近五十年來最佳足球員；而在2004年由芬蘭廣播公司舉辦的「歷來最偉大的100個芬蘭人」選舉中，利特马宁排在第42位，也是入選名單中唯一足球員，足見其地位超然。而迄今他為芬蘭國家隊上陣了逾百場比賽，但由於芬蘭國家隊人才不足，缺乏實力，利特马宁最後都未曾出席任何國際大賽，包括世界杯和歐洲國家杯。

## 外部連結
- （文） 芬蘭足總網站
- Big article, photos and interview with Jari Litmanen (Russian)（页面存档备份，存于）